# Filmy zgłoszone do rywalizacji o 34. rozdanie Oscara w kategorii filmu nieanglojęzycznego
W rywalizacji o statuetkę w 34. rozdaniu Oskara dla filmu nieanglojęzycznego wzięło  udział  13  filmów. Nominacjami zostały wyróżnione tytuły z  Danii, Japonii, Meksyku, Hiszpanii i Szwecji.
Po raz drugi z rzędu Oskar powędrował do szwedzkiego filmu Ingmara Bergmana, tym razem pod tytułem Jak w zwierciadle.
Po raz pierwszy swój film w konkursie zaprezentowana Argentyna, Austria i Szwajcaria. 
Nagroda została wręczona w poniedziałek 9 kwietnia 1962 podczas gali w Santa Monica Civic Auditorium. 

## Lista filmów zgłoszonych do rywalizacji o 34. rozdanie Oscara w kategorii filmu nieanglojęzycznego
| Zgłaszające państwo | Tytuł użyty w nominacji                          | Tytuł oryginalny             | Tytuł polski                 | Języki      | Reżyser                      | Rezultat       |
| ------------------- | ------------------------------------------------ | ---------------------------- | ---------------------------- | ----------- | ---------------------------- | -------------- |
| Argentyna           | Summer Skin                                      | Piel de verano               | Skóra z lata                 | hiszpański  | Leopoldo Torre Nilsson       | Brak nominacji |
| Austria             | Jedermann                                        | Jedermann                    |                              | niemiecki   | Gottfried Reinhardt          | Brak nominacji |
| Dania               | Harry and the Butler                             | Harry og kammertjeneren      | Harry i kamerdyner           | duński      | Bent Christensen             | Nominacja      |
| Egipt               | Love and Faith                                   | وا إسلاماه                   |                              | arabski     | Enrico Bomba i Andrew Marton | Brak nominacji |
| Filipiny            | The Moises Padilla Story                         | The Moises Padilla Story     |                              | tagalog     | Gerardo de León              | Brak nominacji |
| Francja             | Last Year at Marienbad                           | L'Année dernière à Marienbad | Zeszłego roku w Marienbadzie | francuski   | Alain Resnais                | Brak nominacji |
| Hiszpania           | Plácido                                          | Plácido                      | Uczta wigilijna              | hiszpaniski | Luis García Berlanga         | Nominacja      |
| Indie               | Stree                                            | Stree                        |                              | hindi       | Rajaram Vankudre Shantaram   | Brak nominacji |
| Japonia             | Immortal Love                                    | 永遠の人                     | Wieczna miłość               | japoński    | Keisuke Kinoshita            | Nominacja      |
| Meksyk              | The Important Man                                | Ánimas Trujano               | Ważny człowiek               | hiszpański  | Ismael Rodríguez             | Nominacja      |
| Szwajcaria          | Die Schatten werden länger (Lengthening Shadows) | Die Schatten werden länger   |                              | niemiecki   | Ladislao Vajda               | Brak nominacji |
| Szwecja             | Through a Glass Darkly                           | Såsom i en spegel            | Jak w zwierciadle            | szwedzki    | Ingmar Bergman               | Wygrana        |
| Włochy              | The Night                                        | La Notte                     | Noc                          | włoski      | Michelangelo Antonioni       | Brak nominacji |